# Graxaim-do-campo
O graxaim-do-campo (nome científico: Lycalopex gymnocercus) é um mamífero carnívoro da família dos canídeos endêmico da América do Sul, sendo encontrado preferencialmente nos campos úmidos da Bolívia, Paraguai, Uruguai, Argentina, e sul do Brasil. Também é conhecido como raposa-dos-pampas, guaraxaim (do guarani aguara cha'î) e sorro (do espanhol zorro). Nos países de língua espanhola, é conhecido como aguarachay ou zorro pampeano.
É uma raposa sul-americana (gênero Lycalopex), assim chamado pois se assemelha às "raposas verdadeiras" (gênero Vulpes); no entanto, esta semelhança é apenas resultado da evolução convergente, pois as espécies do gênero Lycalopex são mais próximas de lobos e chacais que das raposas do gênero Vulpes.

## Descrição

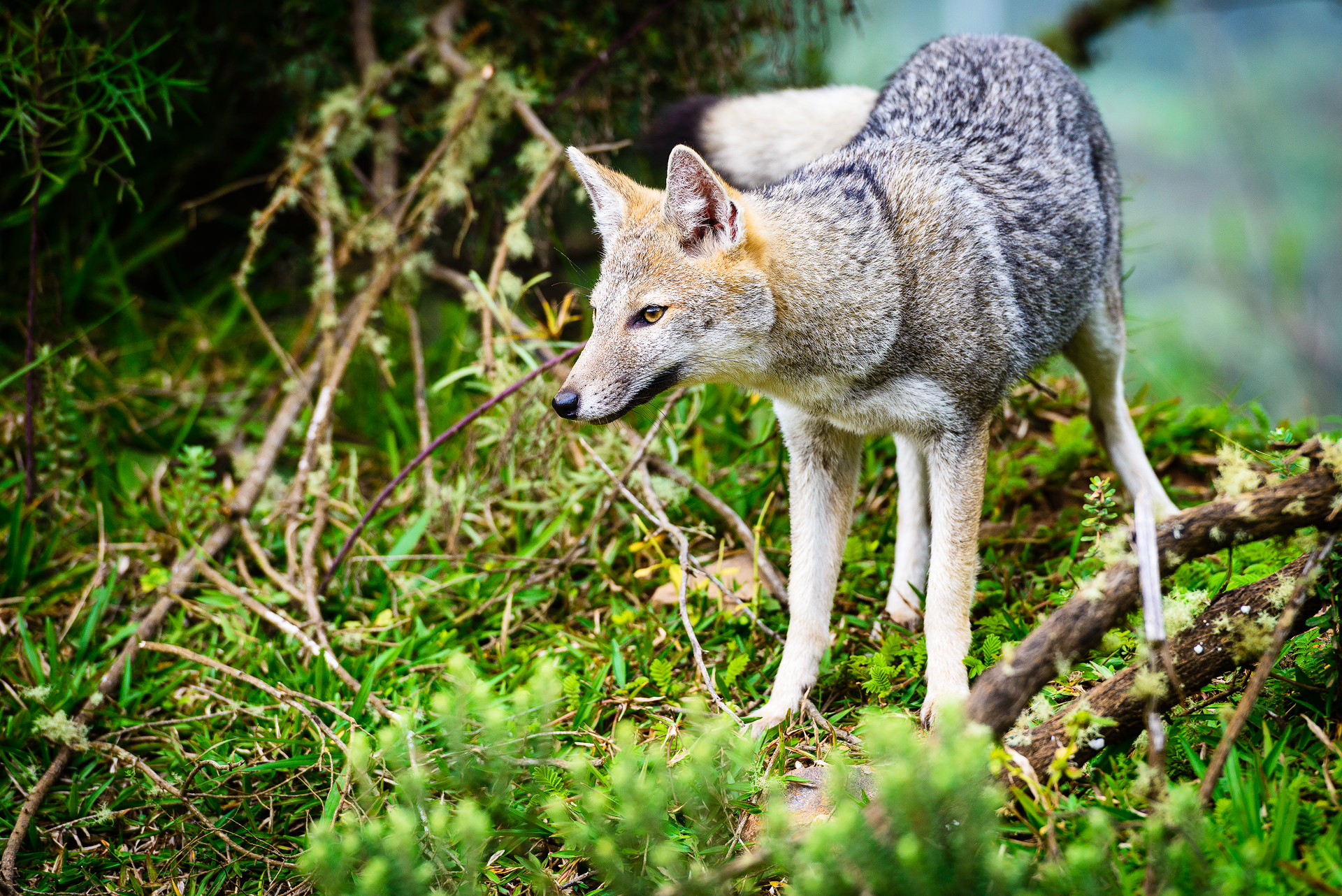
Graxaim no Parque Nacional de Aparados da Serra

O graxaim-do-campo é um canídeo de tamanho médio, um pouco maior que o graxaim-do-mato (Cerdocyon thous) e semelhante à raposa-colorada em aparência e tamanho, mas possui um focinho mais largo, pelo avermelhado na cabeça e pescoço e uma marca preta no focinho. Seu crânio é um tanto triangular, com uma longa região facial e uma crista interparietal robusta e alta. O tamanho do corpo varia geograficamente. Em geral, os adultos variam de 51 a 80 cm e pesam 2,4 a 8,0 kg; os machos são cerca de 10% mais pesados que as fêmeas.
Sua pelagem é densa e acinzentada pela maior parte do corpo, com uma linha escura corre ao longo do centro das costas e cauda. A parte superior e as laterais da cabeça são avermelhadas. O focinho é preto até aos cantos da boca, uma característica que os distingue da semelhante raposa-colorada (Lycalopex culpaeus). As orelhas são triangulares, largas e relativamente grandes, avermelhadas na superfície externa e brancas na interna. As costas, ombros e flancos são cinzentos. A cauda é relativamente longa e espessa com uma ponta preta. A barriga e a superfície interna das pernas são cinza claro a esbranquiçado. Membros posteriores são cinza lateralmente com porções distais avermelhadas. A superfície lateral dos membros anteriores é avermelhada. Os animais na parte norte de sua área de distribuição têm cores mais vivas.

## Distribuição e habitat
O graxaim-do-campo habita o Cone Sul da América do Sul e pode ser encontrado no norte e centro da Argentina, Uruguai, leste da Bolívia, Paraguai e sul do Brasil.  Prefere habitats abertos de pampas, muitas vezes perto de terras agrícolas, mas também podem ser encontrados em florestas montanhosas ou chaco, cerrado seco e habitats de pântanos. É mais comum abaixo de 1.000 m (3.300 pés) de elevação, mas pode habitar campos de puna até 3.500 m. Também é comum em cumes, matagais secos, dunas de areia costeiras, florestas abertas e em habitats modificados, como pastagens e áreas cultivadas.

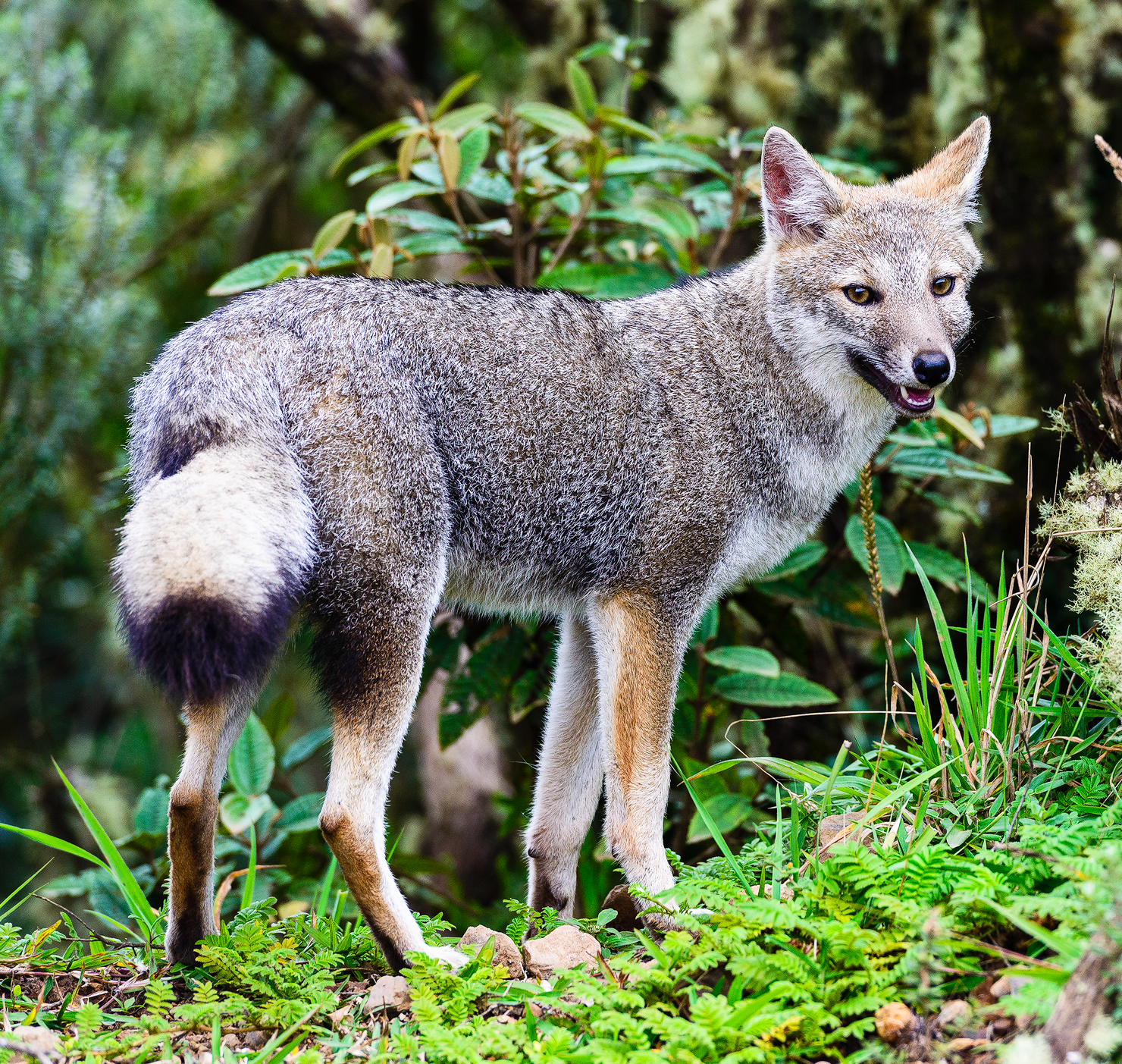
Graxaim

## Comportamento
Seus hábitos são geralmente crepusculares e noturnos; no entanto, podem apresentar diferentes padrões de atividade em diferentes locais, dando preferência ao hábito noturno na ausência de outras espécies de canídeos, e mostrando atividade diurna quando vivem em simpatria com o noturno cachorro-do-mato (Cerdocyon thous). No Brasil, são ativos durante o dia e a noite.
É um animal solitário, encontrando-se aos pares na época da reprodução. Eles se refugiam em qualquer cavidade disponível, incluindo cavernas, árvores ocas e tocas de viscachas ou tatus (dasipodídeos; clamiforídeos). Mesmo quando criam filhotes juntos, os graxains adultos geralmente caçam sozinhos, marcando seu território ao defecar em locais específicos. O uso de latrinas e recursos do local de defecação sugerem que as fezes são usadas na comunicação intraespecífica.

## Dieta
Os graxains-do-campo são mais onívoros do que a maioria dos outros canídeos, com uma dieta variada e oportunista. Sua dieta consiste de pequenos mamíferos (como lebres e roedores), aves das ordens Tinamiformes, Passeriformes e Columbiformes, insetos e frutos nativos. Sua dieta parece variar com o habitat e disponibilidade de presas, e também já foi demonstrado ter alteração como um resultado de perturbação humana.  Ocasionalmente se alimenta de carniça.
Podem também consumir presas de maior porte como tatus, gambás, lagartos, peixes, moluscos, caranguejos e escorpiões. Embora apresentem grande sobreposição de dieta com Cerdocyon thous no Brasil, esta última espécie é mais frugívora do que L. gymnocercus; também podem apresentar sobreposição de nicho alimentar com o gato-do-mato-grande (Leopardus geoffroyi) e com o gato-palheiro (Leopardus colocolo). São predados por onças pardas (Puma concolor) e cães domésticos.

## Reprodução
A reprodução ocorre de julho a outubro, com a fêmea entrando no cio apenas uma vez por ano. Após um período de gestação de 55 a 60 dias, a mãe dá à luz uma ninhada de um até oito filhotes. Os filhotes nascem entre setembro e dezembro, e são desmamados por volta dos dois meses de idade. O macho leva comida para a fêmea e seus filhotes, que ficam dentro da toca até alcançarem pelo menos três meses de idade, quando começam a caçar com os pais. As fêmeas atingem a maturidade sexual no primeiro ano, e os graxains são capazes de viver até 14 anos em cativeiro.

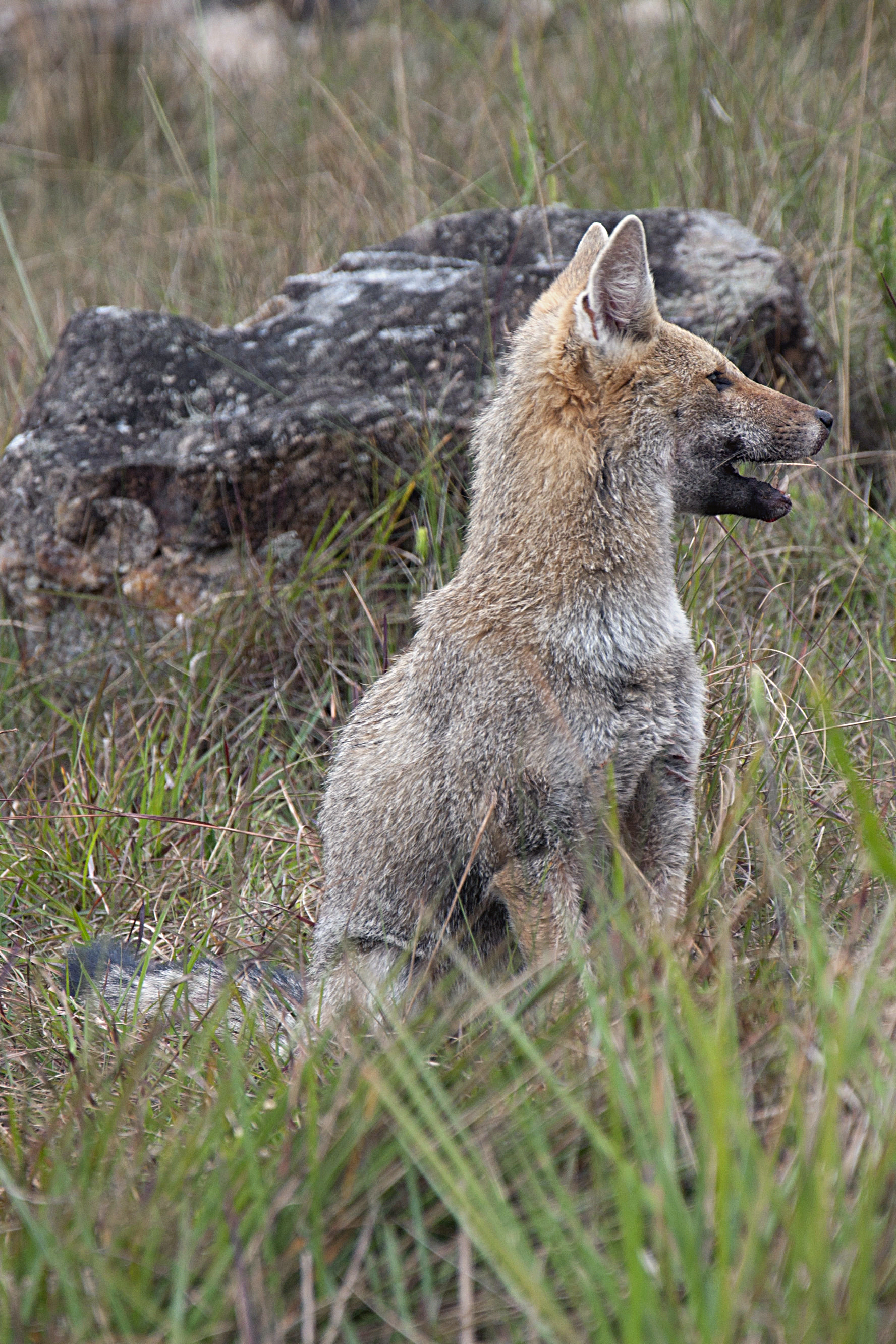
Lycalopex gymnocercus, ou graxaim-do-campo, no Parque Nacional da Serra Geral

## Conservação e ameaças
O graxaim-do-campo aparenta ser tolerante à perturbação humana, sendo comum em áreas rurais. A nível global, o graxaim é considerado como 'Pouco Preocupante' pela IUCN, mas está no Apêndice II da CITES (Convenção Internacional do Comércio de Espécies da Fauna e Flora Ameaçados de Extinção). A espécie é protegida no Paraguai e no Uruguai, mas a caça controlada continua nesses dois países. Já no Brasil, onde a espécie goza de proteção total, não há mercado de pelos nem caça, no entanto, a perseguição direta é comum, principalmente em áreas rurais. Na Argentina, foi declarada não ameaçada em 1983 e seu comércio proibido em 1987. No entanto, esta espécie continua sendo caçada e existe demanda por sua pele.
Como a espécie é frequentemente acusada de predação de aves e ovinos domésticos, é frequentemente perseguida, mesmo onde a caça é oficialmente ilegal. A perseguição direta envolve envenenamento, instalação de trampas ou a tiros. Como o graxaim-do-campo é um predador oportunista e generalista, ele consome principalmente presas selvagens sem a necessidade de se alimentar de gado doméstico, e é improvável que a predação seja significativa. Como não há estudos disponíveis sobre sua dinâmica populacional em ecossistemas rurais, é necessário cautela, pois a soma dessas ameaças pode eventualmente promover o esgotamento das populações de graxains.
O graxaim entrou em situação de alerta no estado do Paraná por sua distribuição restrita, pela caça dele mesmo, pela caça de suas fontes alimentares e pela destruição de seu habitat — monoculturas como soja e pinheiro estão causando sua migração para outras áreas e morte por falta de fontes de alimentação. O gado solto nos campos nativos também é um dos grandes destruidores do seu habitat.[carece de fontes?]
Em 2023 pesquisadores da Universidade Federal do Rio Grande do Sul e da Universidade Federal de Pelotas divulgaram a descoberta de um animal híbrido de cão doméstico e graxaim-do-campo. O animal foi atropelado em 2021 no município de Vacaria, resgatado pela Patrulha Ambiental e levado para o Hospital Veterinário da Universidade Federal do Rio Grande do Sul, onde foi feita a descoberta. Como foi o primeiro caso registrado de híbrido de cão doméstico e canídeo nativo da América do Sul, os pesquisadores ainda não calcularam o impacto da situação, mas já defendem medidas como evitar a presença de animais domésticos em áreas de conservação.